# Verblijvensbeding
Een verblijvensbeding kan een onderdeel zijn van een samenwerkingscontract dat of -acte die is opgesteld bij het oprichten van een maatschap, vennootschap onder firma of commanditaire vennootschap.
Bij deze persoonlijke ondernemingsvormen eindigt de samenwerking als een van de maten resp. vennoten uit het samenwerkingsverband stapt. Ook bij overlijden eindigt het samenwerkingsverband.
In een verblijvensbeding kan worden geregeld dat de overblijvende maten of vennoten de goederen die de uittreder of overledene in eigendom had ingebracht kunnen overnemen. De uittredende maat resp. vennoot of de erfgenamen van de overledene kunnen deze goederen dan niet aan derden verkopen.